# Mousse de foie de canard au porto
La mousse de foie de canard au porto est un mets d'origine française où le foie est émulsionné avec des œufs et du porto. Cette mousse est mise à cuire dans un moule à pâté ou une terrine. Pour empêcher son oxydation, elle doit être recouverte d'une gelée au vin ou de graisse de canard.

## Ingrédients
Ce mets nécessite du foie de canard, du porto rouge, des œufs, de la crème fraîche, du poivre.

## Préparation
Le foie de canard haché est mélangé avec de la crème, des œufs et le porto puis mixé jusqu'à ce qu'il prenne la consistance d'une mousse. Celle-ci est assaisonnée et épicée puis placée dans un moule pour cuire au bain-marie dans un four. Cuisson finie, elle doit être nappée de gelée ou de graisse et mise à reposer au frais.

## Mousse artisanale
La recette bouchère mêle un tiers de viande de canard à deux autres tiers de gras de porc et de foie de volaille. Ils sont cuits dans un bouillon salé et épicé, dans lequel est rajouté le porto, de la farine de maïs, et quelques légumes. Qu'elle soit bouchère ou industrielle, la mousse de canard est souvent considérée comme un sous-produit du foie gras, mets luxueux faisant partie du « patrimoine culturel et gastronomique protégé en France ». 

## Accord mets/vin
Traditionnellement cette mousse s'accompagne soit d'un vin rouge comme le beaujolais ou d'un vin liquoreux tel que le monbazillac, le sauternes.